# Iskandera hissarica
Iskandera hissarica är en korsblommig växtart som beskrevs av Nikolaj Adolfovitj Busj. Iskandera hissarica ingår i släktet Iskandera och familjen korsblommiga växter. Inga underarter finns listade i Catalogue of Life.